# 海士有木駅
海士有木駅（あまありきえき）は、千葉県市原市海士有木にある、小湊鉄道線の駅である。駅本屋は国の登録有形文化財に登録されている。

## 歴史
1950年代後半に、小湊鉄道による本千葉駅延伸計画があり、この駅がその分岐点となる予定であった。この計画は千葉急行電鉄によって引き継がれ、京成千葉駅（現・千葉中央駅）より延伸工事が始まりちはら台駅まで開通した。しかし旅客利用数が伸び悩み、千葉急行は解散、京成電鉄千原線として営業が継続された。ちはら台駅 - 当駅間の延伸計画は具体化していないが、2019年に工事施行認可の申請期限延長が申請されており、有効期限は2029年10月14日となっている。

### 年表
- 1925年（大正14年）3月7日：開業[4]。
- 2013年（平成25年）3月15日：この日をもって窓口業務を終了し、無人駅となる。
- 2016年（平成28年）11月18日：駅本屋について、国の有形文化財（建造物）への登録が答申される[5][6]。
- 2017年（平成29年）5月2日：「小湊鉄道海士有木駅本屋」として国の登録有形文化財に正式登録される[2]。

## 駅構造
相対式ホーム2面2線を有する、列車同士の行き違いが可能な地上駅。木造駅舎を有する。無人駅となっており、自動券売機が設置されている。
駅舎とホームは少し離れており駅舎側のホーム（五井方面のりば）へは駅舎から階段またはスロープで、駅舎側ではないホーム（上総牛久方面のりば）へは構内踏切で連絡している。駅舎の五井寄りには使用されていない側線がある。

### のりば
| 番線 | 路線        | 方向 | 行先         |
| ---- | ----------- | ---- | ------------ |
| 1    | ■小湊鉄道線 | 上り | 五井方面     |
| 2    | ■小湊鉄道線 | 下り | 上総中野方面 |

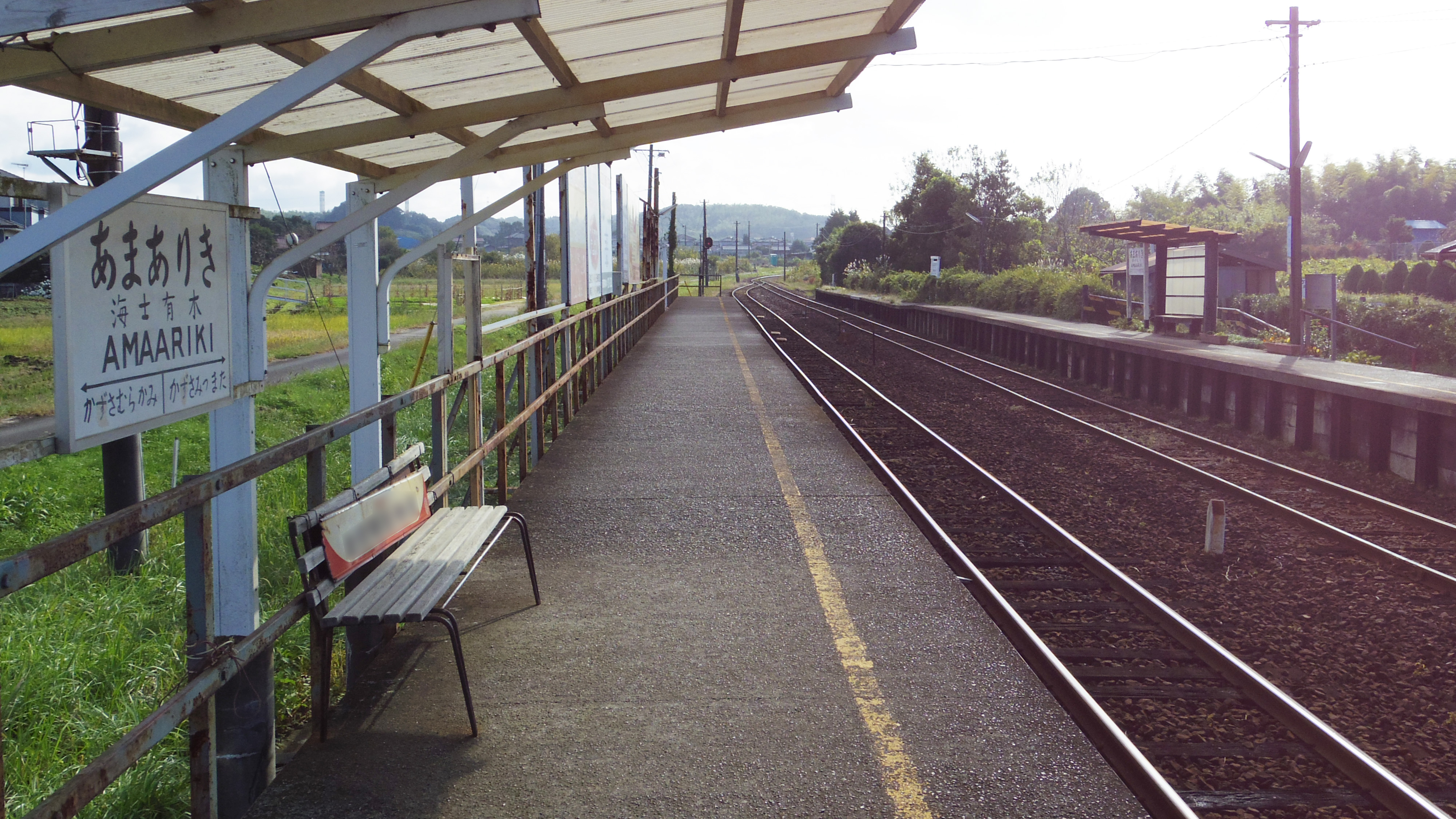
駅ホーム（2015年11月）
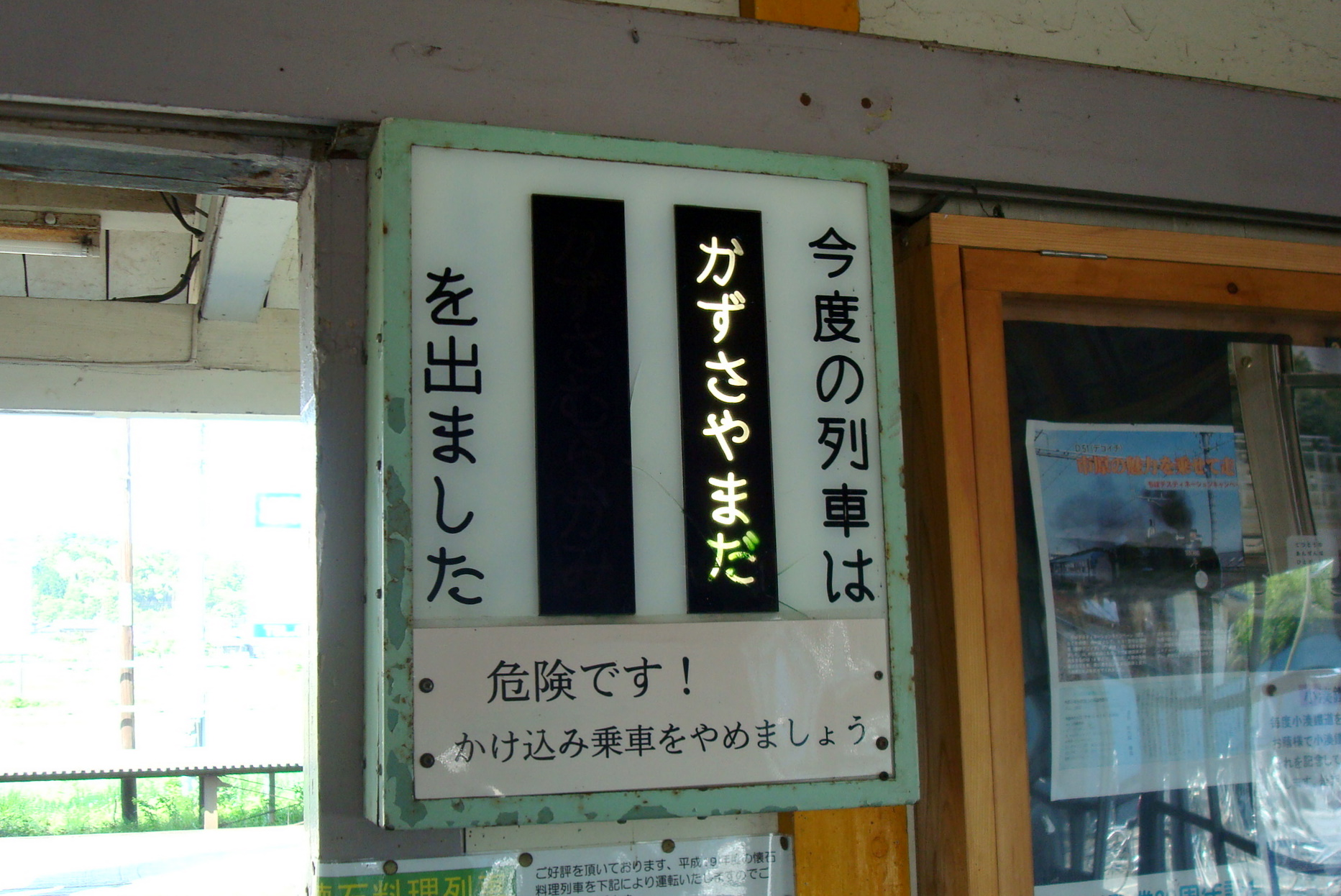
行灯式案内表示器（2008年5月）

## 利用状況
2020年度の1日平均乗車人員は128人である。
近年の一日平均乗車人員推移は下表の通り。
| 乗車人員推移       | 乗車人員推移      | 乗車人員推移 |
| 年度               | 一日平均 乗車人員 | 備考         |
| ------------------ | ----------------- | ------------ |
| 2007年（平成19年） | 243               | [ * 2 ]      |
| 2008年（平成20年） | 242               | [ * 3 ]      |
| 2009年（平成21年） | 218               | [ * 4 ]      |
| 2010年（平成22年） | 215               | [ * 5 ]      |
| 2011年（平成23年） | 205               | [ * 6 ]      |
| 2012年（平成24年） | 191               | [ * 7 ]      |
| 2013年（平成25年） | 189               | [ * 8 ]      |
| 2014年（平成26年） | 185               | [ * 9 ]      |
| 2015年（平成27年） | 192               | [ * 10 ]     |
| 2016年（平成28年） | 196               | [ * 11 ]     |
| 2017年（平成29年） | 210               | [ * 12 ]     |
| 2018年（平成30年） | 196               | [ * 13 ]     |
| 2019年（令和元年） | 187               | [ * 14 ]     |
| 2020年（令和02年） | 128               | [ * 1 ]      |

## 駅周辺

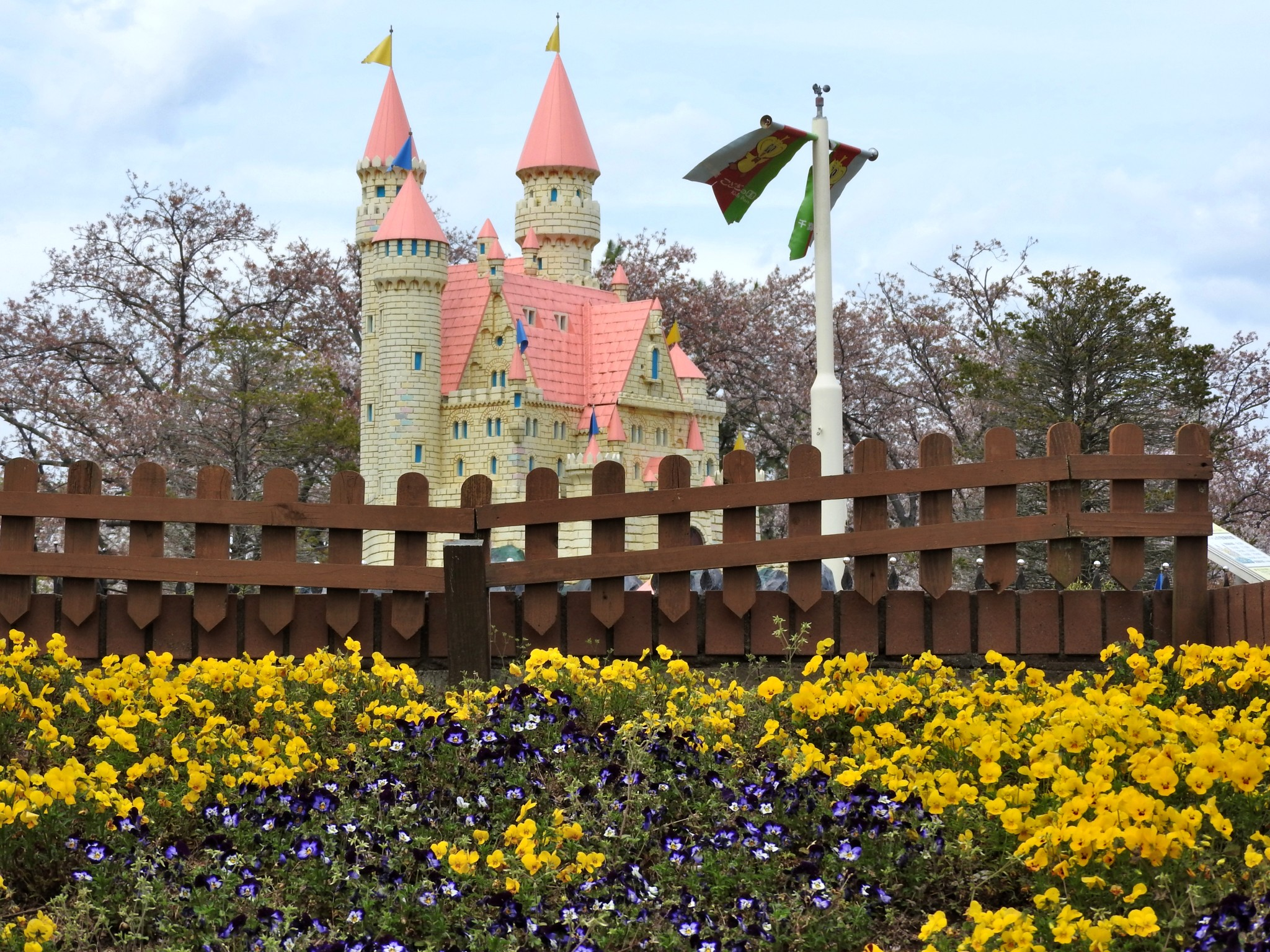
千葉こどもの国キッズダム

駅周辺は住宅と田畑が点在している。西広・国分寺台（北西方面）には住宅地が広がる。
- 国道297号
- 千葉県道140号五井山倉線
- 千葉県道292号犬成海士有木線
- 市原市立国分寺台中学校
- 市原市立国分寺台小学校
- 市原市立国分寺台東小学校（徒歩約25分）
- 市原市山倉公民館
- 三和郵便局
- マルエツ 市原国分寺台店
- 山倉ダム（フロート式メガソーラー発電施設）
- 千葉こどもの国キッズダム（徒歩約20分）
- 市原市文化の森（徒歩約20分）

## バス路線
最寄停留所は、海土有木駅入口となり、以下の路線が乗り入れ、小湊鉄道が運行している
| のりば         | 系統 | 主要経由地       | 行先         | 運行会社 | 備考     |
| -------------- | ---- | ---------------- | ------------ | -------- | -------- |
| 海士有木駅入口 | 八26 | 市原市役所・郡本 | 八幡宿駅西口 | 小湊鉄道 | 平日のみ |
| 海士有木駅入口 | 八26 | 海士有木         |              | 小湊鉄道 | 平日のみ |

## 隣の駅
小湊鉄道
■小湊鉄道線
上総村上駅 - *西広駅 - 海士有木駅 - 上総三又駅
*打消線は廃駅（1944年廃止）